# Robert Ballard (kompozytor)
Robert Ballard (ur. około 1575, zm. około 1650) – francuski kompozytor i lutnista.

## Życiorys
Syn wydawcy muzycznego Roberta Ballarda, przypuszczalnie był uczniem Adriana Le Roya. Wbrew rodzinnej tradycji nie podjął pracy wydawcy, poświęcając się komponowaniu i grze na instrumencie. Od 1598 roku działał w Paryżu jako wirtuoz lutni i nauczyciel. W 1612 roku podjął służbę na dworze królowej regentki Marii Medycejskiej, od 1618 roku był natomiast nauczycielem muzyki młodego króla Ludwika XIII. Z dworem królewskim związany był do końca życia, odpowiadał za oprawę muzyczną różnych uroczystości, pisał muzykę do dworskich baletów i opracowywał ich transkrypcje na lutnię.